# Volkartstraße 2 (München)

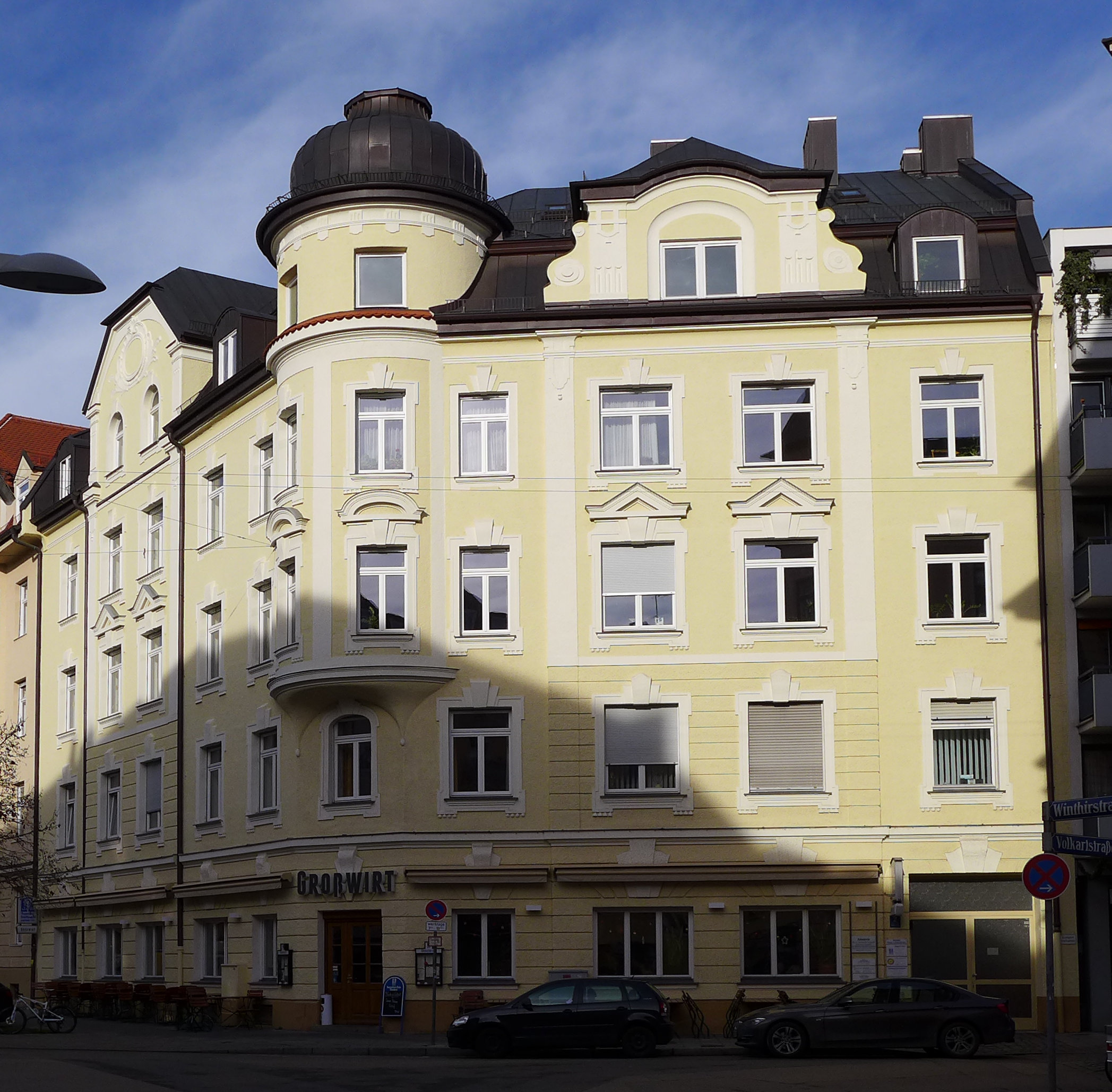
Haus Volkartstraße 2 in München-Neuhausen

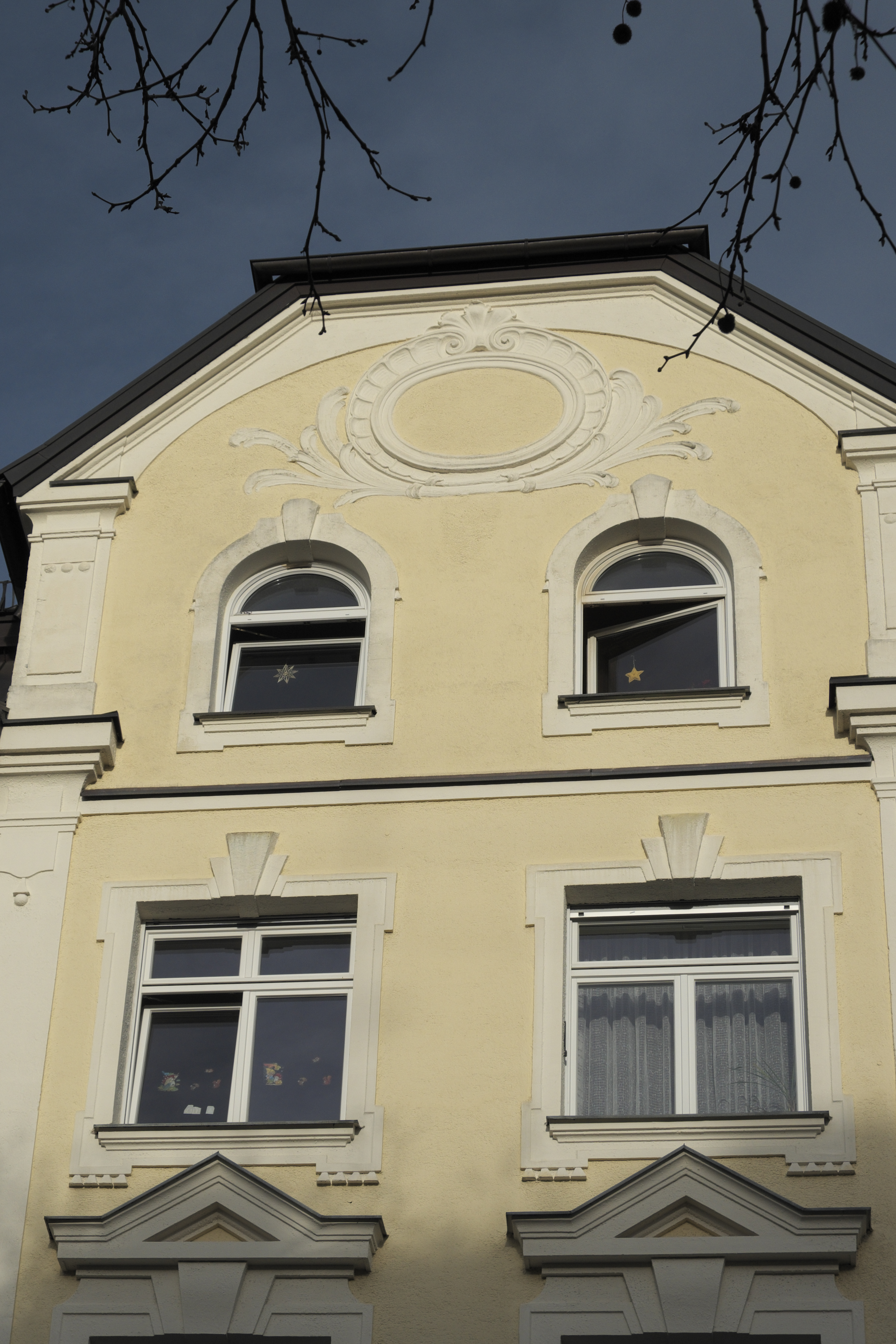
Fassadenschmuck

Das Haus Volkartstraße 2 ist ein denkmalgeschütztes Mietshaus im Münchner Stadtteil Neuhausen.
Der viergeschossige Eckbau wurde um 1900 im Stil des Neubarocks errichtet. Das Haus mit rundem Eckerker und zwei Zwerchgiebeln ist reich gegliedert.